# Nits
I Nits, fino al 1992 chiamati The Nits, sono un gruppo musicale olandese fondato nel 1974.

## Storia
Nel corso degli anni la formazione ha visto il continuo avvicendarsi dei suoi componenti (finora ne hanno fatto parte sette uomini e tre donne), il che ha portato a continue evoluzioni nello stile musicale, non facilmente etichettabile: in buona sostanza si tratta di un pop sconfinante a tratti nel rock progressivo e nella new-wave. Due i momenti che hanno segnato le tappe fondamentali dei Nits nella loro carriera: il 1983 con Omsk, primo album di successo in patria, contenente il singolo Nescio, notevole per il testo bilingue, con strofe in inglese e ritornello in italiano; e il 1987 con l'album In the Dutch Mountains, recante il titolo del singolo con cui si sono imposti sulla scena internazionale.

## Membri attuali e del passato
- Henk Hofstede (dal 1974 a oggi)
- Rob Kloet (dal 1974 a oggi)
- Alex Roelofs (1974-81)
- Michiel Pieters (1974-85)
- Robert Jan Stips (dal 1983 al 1996, poi di nuovo dal 2003 a tutt'oggi)
- Joke Geraets (1986-1991)
- Pieter Meuris (1991-96)
- Martin Bakker (1991-96)
- Arwen Linnemann (1998-2000)
- Laetitia van Krieken

## Discografia

### Album
- The Nits (1978)
- Tent (1979)
- New Flat (1980)
- Work (1981)
- Omsk (1983)
- Kilo (1983) (mini)
- Adieu Sweet Bahnhof (1984)
- Henk (1986)
- In the Dutch Mountains (1987)
- Hat (1988) (mini)
- Urk (1989) (triplo live album)
- Giant Normal Dwarf (1990)
- Hjuvi - A Rhapsody in Time (1992) (con The Radio Symphony Orchestra)
- Ting (1992)
- dA dA dA (1994)
- Dankzij de Dijken (1995) (come FRITS, insieme a Freek de Jonge)
- Nest (1995) (compilation album)
- Alankomaat (1998)
- Hits (2000) (compilation album)
- Wool (2000)
- 1974 (2003)
- Les Nuits (2005)
- Doing the Dishes (2008)
- Strawberry Wood (2009)
- Malpensa (2012)
- NITS? (2014, 3CD compilation album)
- Hotel Europa (2015, 2CD live album)